# Megaloastia mainae
Megaloastia mainae is een spinnensoort in de taxonomische indeling van de springspinnen (Salticidae).
Het dier behoort tot het geslacht Megaloastia. De wetenschappelijke naam van de soort werd voor het eerst geldig gepubliceerd in 1995 door Marek Żabka.